# Vlag van Limburg (Belgische stad)
De vlag van Limburg is bevestigd door het gemeentebestuur als de vlag van de Luikse gemeente Limburg. De vlag kan als volgt worden beschreven:
Twee even lange banen van rood en van wit.
De kleuren zijn afkomstig van het gemeentewapen.
De Raad van Heraldiek en Vexillologie (Frans: Conseil d’héraldique et de vexillologie) stelde een vlag met het voormalige wapen van het hertogdom Limburg en een onderste rode gekanteelde streep die herinnert aan de vesting Limburg. De vlag kan als volgt worden beschreven:
Wit in het midden geladen met een rode leeuw, met gele klauwen, tong en kroon, waarbij het onderste kwart van het schort bestaat uit een rode gekanteelde lengtebreedte.

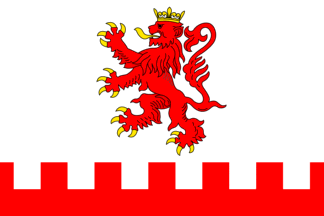
Vlagontwerp van de Raad van Heraldiek en Vexillologie
Wapen van Hertogdom Limburg